# Аламо: 13 дней славы
«Аламо: 13 дней славы» (англ. The Alamo: 13 Days To Glory) — американский телефильм 1987 года, снятый режиссёром Бертом Кеннеди по книге историка Лона Тинкла «13 дней до славы: Осада Аламо».

## Сюжет
В первые годы независимости Мексики многочисленные англо-американские иммигранты поселялись в мексиканском Техасе, бывшим частью штата Коауила-и-Техас. В 1835 году они подняли мятеж против мексиканского правительства президента Санта-Анны. Техасских поселенцев поддержали добровольцы из США. Санта-Анна лично возглавил мексиканскую армию для подавления восстания. Многочисленное войско пересекло реку Рио-Гранде, разделявшую Техас и Мексику, и подступило к административному центру мятежной республики — Сан-Антонио-де-Бехару, где в крепости Аламо укрепился небольшой гарнизон защитников.
В историю эти действия вошли как Техасская революция. А битва за форт Аламо стала символом этого противостояния.

## В ролях
- Джеймс Арнесс — Джеймс Боуи
- Брайан Кит — Дэви Крокетт
- Алек Болдуин — полковник Уильям Тревис
- Рауль Хулиа — Антонио Лопес де Санта-Анна
- Дэвид Огден Стайерс — полковник Блэк
- Джим Метцлер — Джеймс Бонэм
- Майкл Рен — Хуан Сегуин
- Том Шэнли — рядовой Дэнни Клауд
- Фернандо Альенде — полковник Аламонте
- Джон Линдстром — капитан Алмарон Дикинсон
- Кэтлин Йорк — Сюзанна Дикинсон
- Джин Эванс — МакГрегор
- Лаура Хэрринг — невеста Санта-Анны

## Награды и номинации
Список наград и номинаций приведён в соответствии с данными IMDb.
| Год  | Премия | Категория                                                | Имя            | Результат |
| ---- | ------ | -------------------------------------------------------- | -------------- | --------- |
| 1987 | Эмми   | Лучшая операторская работа в мини-сериале или телефильме | Джон Эльзенбах | Номинация |

## Гиперссылки
- Штурмующие (англ.) на сайте AllMovie
- ««Штурмующие»» (англ.) на сайте Rotten Tomatoes
- Рецензия к фильму на сайте «ВидеоГид». Дата обращения: 23 ноября 2010. Архивировано 12 мая 2006 года.